# Крёснер, Ренате
Ренате Крёснер (нем. Renate Krößner, также известная как нем. Renate Krössner; 17 мая 1945 – 25 мая 2020) — немецкая актриса, получившая международное признание за роли в кино и на телевидении. Была удостоена Серебряного медведя за лучшую женскую роль на Берлинале за главную роль в фильме 1980 года «Соло Санни». С 1985 года она работала в Западном Берлине и была известна ролями в телесериалах, таких как «Место преступления» и «Однажды коп, всегда коп».

## Ранние годы и образование
Крёснер родилась в Остероде-ам-Харц, в семье учителя. Она выросла в Берлине и участвовала в школьных театральных постановках. Обучалась в Государственной актёрской школе (нем. Staatliche Schauspielschule), получив диплом в 19 лет, после чего работала в нескольких провинциальных театрах ГДР.

## Карьера
Крёснер начала сниматься в небольших ролях в телевизионных постановках с середины 1960-х годов. Её дебют в кино состоялся в 1965 году в фильме «Глубокие борозды» режиссёра Луца Кёлерта, а через десять лет она сыграла более заметную роль в фильме Ральфа Кирстена «Пирамида для меня». Национальный и международный прорыв актрисы произошёл в 1979 году, когда она сыграла роль Тилли в фильме «Пока смерть не разлучит вас» режиссёра Хайнера Карова, где она сыграла лучшую подругу главной героини в фильме о насилии в молодой семье.
В 1980 году Крёснер сыграла главную роль в фильме DEFA «Соло Санни», по сценарию Вольфганга Кольхаазе и снятом Конрадом Вольфом. Её персонаж — молодая женщина из Пренцлауэр-Берг, работница завода, мечтающая о художественной свободе в качестве певицы, гастролирующей с посредственной группой и конфликтующей с социальными нормами того времени. За эту роль она была удостоена Серебряного медведя за лучшую женскую роль на 30-м Берлинском международном кинофестивале. Это была первая награда Берлинале для фильма из ГДР.
В 1985 году Крёснер и её муж, актёр Бернд Штегеман, переехали в Западный Берлин, где она играла на сцене, выступая с гастролями. Она снялась в фильмах «Северная кривая» (1993) и «Знакомство с Цукерами» (2004). На телевидении она появлялась в сериалах «Место преступления», «Брат Осёл», «» и «Однажды коп, всегда коп». В 1993 году она получила Deutscher Filmpreis за лучшую женскую роль за работу в фильме «Северная кривая».
В 1991 году была членом жюри на 41-м Берлинском международном кинофестивале.

## Смерть

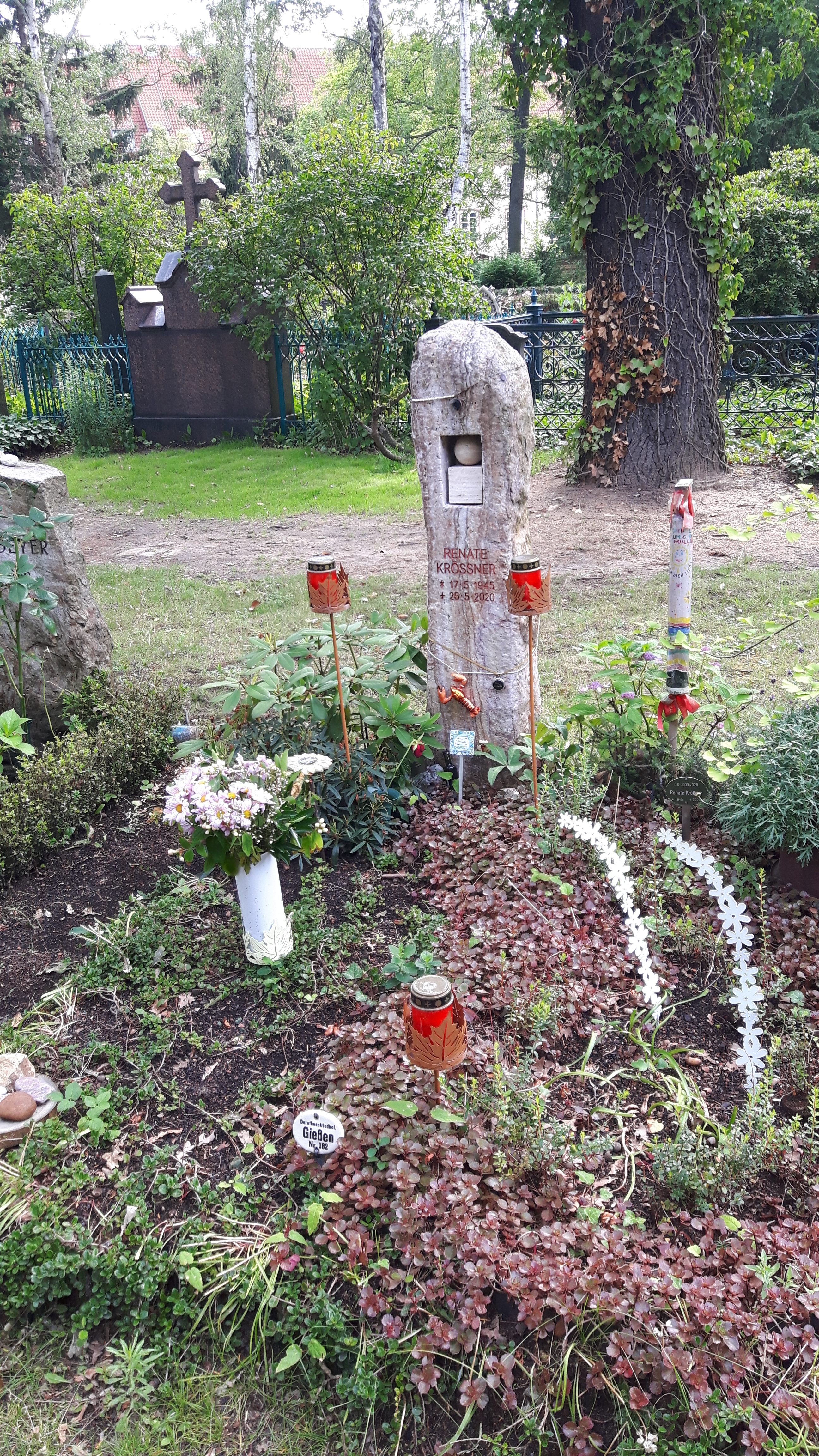
Её могила на Доротеенштадтском кладбище в Берлине

25 мая 2020 года Крёснер скончалась после непродолжительной болезни в возрасте 75 лет. 17 мая 2023 года, в день её 78-летия, она была посмертно удостоена чести быть изображённой на Google Doodle.